# Letizia Ortiz
Letizia Ortiz Rocasolano (Oviedo, 15 de septiembre de 1972) es la reina consorte de España desde el 19 de junio de 2014, por su matrimonio con el rey Felipe VI. Primera esposa de un rey de España que no pertenece a la realeza, es, además, la cuarta consorte de un soberano español nacida en España, después de la archiduquesa Ana de Austria, esposa de Felipe II; del infante Francisco de Asís de Borbón, esposo de Isabel II, y de la princesa María de las Mercedes de Orleans, esposa de Alfonso XII.
Letizia nació en el Sanatorio Miñor de Oviedo, Asturias, en 1972. Se hizo periodista como su padre, trabajando durante su carrera periodística para medios como ABC, la Agencia EFE, CNN+ o Televisión Española, llegando a presentar en esta última cadena de televisión el Telediario. En 1998 se casó con el escritor Alonso Guerrero Pérez, de quien se divorció al año siguiente. A finales de 2002, conoció al entonces príncipe de Asturias, Felipe de Borbón, con quien se casó en 2004 y con quien tiene dos hijas: Leonor, princesa de Asturias, y la infanta Sofía.
Casi de forma inmediata a su enlace matrimonial se incorporó a la agenda de la Corona, acompañando a su marido a diversos actos en representación del rey Juan Carlos I; y, desde 2006, comenzó a tener agenda propia. Tras la abdicación de su suegro en 2014, Letizia se convirtió en reina consorte de España. Como tal, no tiene funciones propias y está constitucionalmente prohibido que las ejerza, salvo lo previsto para la regencia. No obstante, lleva a cabo compromisos públicos representando a la Corona, muchas veces junto a su marido, y se centra en ser patrona, presidenta o socia de numerosas organizaciones benéficas y sociales. De hecho, es la cara visible de la cooperación internacional española, supervisándola y promoviéndola por todo el mundo.

## Biografía
Letizia Ortiz nació el 15 de septiembre de 1972 en el Sanatorio Miñor de Oviedo, Asturias, siendo la mayor de las tres hijas fruto del matrimonio del periodista Jesús José Ortiz Álvarez (24 de diciembre de 1949) y María Paloma Rocasolano Rodríguez (15 de abril de 1952).
Sus abuelos por parte paterna son José Luis Ortiz Velasco (1923-2005) y Menchu Álvarez del Valle (1928-2021); y por parte materna Francisco Julio Rocasolano Camacho (1918-2015) y Enriqueta Rodríguez Figueredo (1919-2008).
El 29 de septiembre de 1972 fue bautizada en la parroquia de San Francisco de Asís de Oviedo. Sus padrinos fueron su tío materno, Francisco Rocasolano Rodríguez, y su tía paterna, Cristina Ortiz Álvarez.
Los padres de Letizia estuvieron casados desde 1971 hasta su divorcio en 1999, y tuvieron dos hijas más: Telma (n. 25 de octubre de 1973), economista que trabajó para Médicos Sin Fronteras y como subdirectora de Relaciones Internacionales en el Ayuntamiento de Barcelona (de 2009 a 2012), y Érika (16 de abril de 1975-6 de febrero de 2007), que trabajó como interiorista y diseñadora gráfica de la productora Globomedia. La abuela paterna de Letizia Ortiz, Menchu Álvarez del Valle, fue locutora de radio en Asturias durante más de 40 años.
Cursó la Educación General Básica en el colegio público La Gesta de Oviedo y continuó sus estudios en el Instituto Alfonso II, a la vez que recibía clases de ballet tres días a la semana. Debido al trabajo de su padre, toda la familia tuvo que trasladarse a vivir a la localidad de Rivas-Vaciamadrid, por lo que Letizia Ortiz, que contaba con 15 años, prosiguió su formación en el Instituto Ramiro de Maeztu.

## Trayectoria
Tras terminar el bachillerato, se matriculó en la Facultad de Ciencias de la Información (Universidad Complutense de Madrid), en la que se licenció en Ciencias de la Información, rama de Periodismo. Estando en la facultad empezó a colaborar con el diario ABC en el área de Local y con la Agencia EFE en el área de Política Internacional de ésta durante el último año de carrera. Más tarde, entre 1992 y 1993, realizó prácticas como becaria en el periódico La Nueva España de Oviedo, dedicándose a las áreas de Economía, Televisión y Espectáculos. A continuación obtuvo un máster en Información Audiovisual por el Instituto de Estudios de Periodismo Audiovisual y viajó a Cuba, Colombia, Costa Rica y por último a Guadalajara (México), para comenzar sus estudios de doctorado en la Universidad de Guadalajara (que no terminó) y trabajar en el diario Siglo 21.
Empezó a trabajar en televisión en la cadena estadounidense Bloomberg TV (05/1997-01/1999), canal privado especializado en economía, finanzas y mercados, con sede en España, bajo la supervisión de la Agencia EFE Televisión. Posteriormente recaló en CNN+ (01/1999-06/2000), un canal privado de noticias del Grupo Prisa. Junto a Marta Fernández estuvo durante dos años presentando las noticias en el turno matinal, que empezaba su emisión a las cinco de la mañana. 
En 2000 recibió el Premio Mariano José de Larra, concedido por la Asociación de la Prensa de Madrid por su labor como Mejor Periodista Menor de 30 años.
En julio del 2000 se incorporó a Televisión Española, la televisión pública estatal, donde se hizo cargo de la presentación de Informe semanal en La 1, desde finales de julio a principios de septiembre en sustitución de Baltasar Magro y formó parte del equipo de edición del Telediario Segunda Edición presentado y dirigido por Alfredo Urdaci en La 1 de Televisión Española.
Durante la temporada 2000/01, entre septiembre del 2000 y julio de 2001 presentó el Telediario Matinal en La 1, con César Macía y Salvador Martín Mateos y entre 2001 y 2003 fue la sustituta de Ana Blanco en el Telediario Primera Edición durante sus ausencias y descansos, junto con Igor Gómez (2001-2003) y Josep Puigbó (2003) y al mismo tiempo fue redactora del Área de Sociedad, Educación y Ciencia de los Informativos de TVE, estando encuadrada en el equipo de enviados especiales de esta sección, formando parte de la cobertura de TVE por el 11-S y primer aniversario del atentado contra las Torres Gemelas en Nueva York y el Prestige, además de cubrir la información sobre la actividad de los militares españoles en el sur de Irak, los Premios Príncipe de Asturias, las elecciones estadounidenses de noviembre de 2000 que enfrentaron a Bush y Gore, entre otros eventos. También presentó los especiales sobre el euro en los diferentes Telediarios de TVE durante 2001 y los avances de la guerra de Irak en primavera de 2003, emitidos antes del Telediario Primera Edición de La 1 de Televisión Española presentado por Ana Blanco. Además, se encargó de presentar cada mañana el avance informativo de las 10h00.
En otoño de 2003, entre el 8 de septiembre y el 31 de octubre de dicho año, copresentó el Telediario Segunda Edición de La 1 con Alfredo Urdaci y María Escario, Telediario del que volvió a formar parte del equipo de edición. El 1 de noviembre de 2003 se produjo el anuncio de su compromiso con el Príncipe de Asturias, Felipe de Borbón y Grecia, produciéndose su salida de TVE, de mutuo acuerdo, el 19 de noviembre de 2003.
El 14 de septiembre de 2021 presidió el acto central de conmemoración de los 50 años de la Facultad de Ciencias de la Información de la Universidad Complutense de Madrid y fue nombrada Alumni UCM de Honor. Durante esa jornada inauguró la exposición conmemorativa de la efeméride y firmó el Libro de Honor de la Facultad.
Cerca de 20 años después de abandonar TVE, realizó una aparición en el inicio del programa 50.⁰ aniversario de Informe semanal, recordando su paso por dicho formato.

## Matrimonios y descendencia

### Primer matrimonio
A finales de la década de 1980, Letizia conoció a Alonso Guerrero Pérez (n. 1962), un profesor —10 años mayor que ella— que enseñaba lengua y literatura en el Instituto Ramiro de Maeztu de Madrid, donde ella estudiaba. Tras aproximadamente una década de noviazgo, la pareja contrajo matrimonio civil el 7 de agosto de 1998 en el Salón de Plenos del Ayuntamiento de Almendralejo (Badajoz), municipio de origen de Guerrero. Noventa invitados asistieron al enlace. Letizia y Alonso se divorciaron en 1999. Tras el divorcio, Letizia se mudó a un pequeño apartamento ubicado en el distrito madrileño de Vicálvaro, que posteriormente cedió a su hermana Erika y donde residió hasta su fallecimiento.

### Segundo matrimonio y descendencia

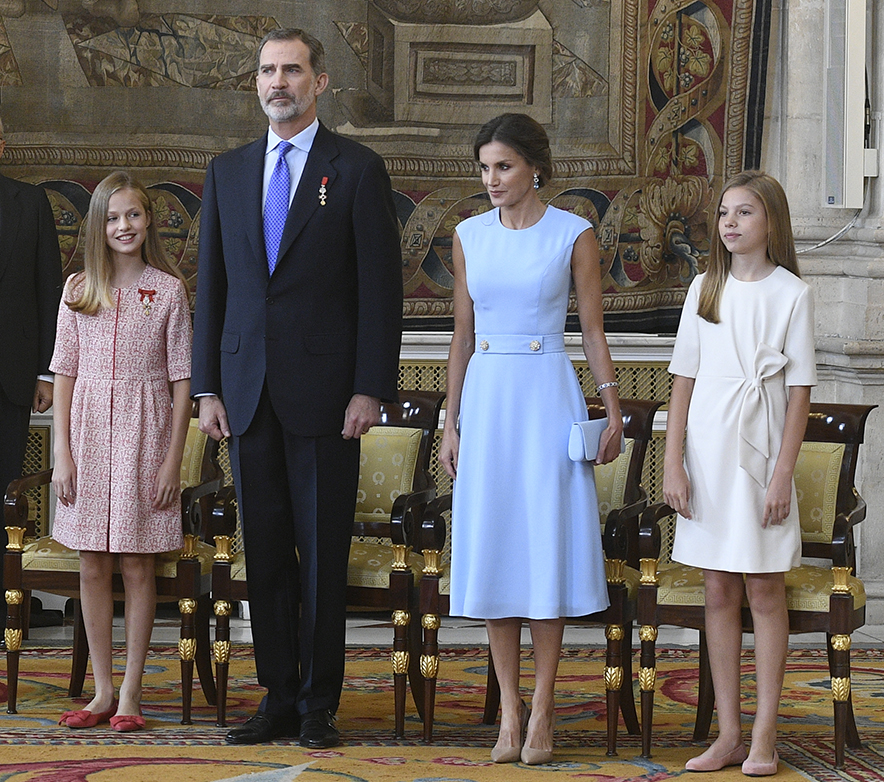
Los reyes junto a sus dos hijas, la princesa Leonor y la infanta Sofía.

La Casa de Su Majestad el Rey anunció el 1 de noviembre de 2003 el compromiso matrimonial de la periodista con el príncipe de Asturias, Felipe de Borbón. Tal anuncio fue una auténtica sorpresa para la opinión pública y los medios de comunicación, ya que se desconocía que hubiese cualquier tipo de relación entre ambos. Tras el anuncio, Letizia se trasladó a vivir al Palacio de la Zarzuela. La petición de mano se produjo el 6 de noviembre de 2003 en el Palacio Real de El Pardo y a la que acudieron la familia Borbón-Grecia y la Ortiz-Rocasolano al completo. El príncipe de Asturias le propuso matrimonio con un anillo de oro blanco con 16 diamantes talla baguette, mientras que ella le obsequió con unos gemelos de oro blanco y zafiros y una copia de El doncel de don Enrique el doliente.
La boda real se celebró el 22 de mayo de 2004 en la Catedral de Santa María la Real de La Almudena de Madrid, siendo esta la primera boda real en celebrarse en este templo. Al acontecimiento asistieron representantes de 12 casas reales reinantes y otros 12 pertenecientes a casas reales no reinantes. Para la ocasión, Letizia utilizó un vestido de novia diseñado por Manuel Pertegaz y unos zapatos diseñados por Pura López. Desde este momento, como consorte del príncipe de Asturias, Letizia adquirió el tratamiento de Alteza Real y el uso de los títulos de su marido.
El matrimonio tiene dos hijas:
- Leonor, princesa de Asturias (Leonor de Todos los Santos de Borbón y Ortiz, Madrid, 31 de octubre de 2005) primera en la línea sucesoria de la Corona española.

- Infanta Sofía (Sofía de Todos los Santos de Borbón y Ortiz, Madrid, 29 de abril de 2007) segunda en la línea de sucesión al trono. Recibió el nombre de su abuela paterna, la reina Sofía.

## Princesa de Asturias
Tras convertirse en Princesa de Asturias, Letizia se incorporó a la familia real y trasladó su residencia al Pabellón del Príncipe, la residencia privada de Felipe. Esta se encuentra dentro del complejo del Palacio de la Zarzuela (residencia privada y de trabajo de la familia real).

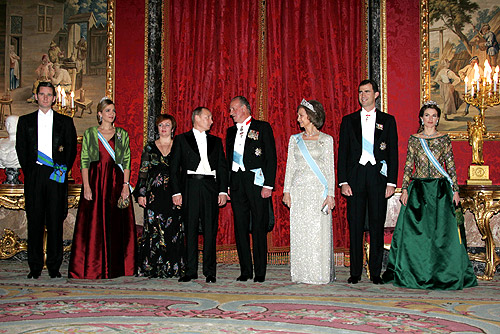
La familia real, en la recepción oficial al presidente de la Federación Rusa, Vladímir Putin, en 2006.

Aunque Letizia había asistido a algunos actos puntuales en representación de la Corona antes de su boda (como el funeral de Estado por las víctimas de los atentados del 11 de marzo de 2004 o la boda de Federico, príncipe heredero de Dinamarca, y Mary Donaldson), su agenda oficial como consorte del heredero al trono comenzó de inmediato. Cinco días después de su boda, Letizia acudió junto a la reina Sofía, el príncipe Felipe y la infanta Cristina a la boda del entonces príncipe heredero de Jordania, Hamzah bi Hussein, y la princesa Noor bint Asem, que tuvo lugar en el Palacio de Zahran. Ese mismo año, Letizia acompañó a su marido a numerosos actos en España, pero también a otros de carácter internacional como las visitas oficiales a México en julio, Hungría en septiembre, Estados Unidos en octubre y Serbia en diciembre, así como recibieron a algunos líderes en Madrid, como fue el caso del presidente de la República Checa, Václav Klaus, y su esposa, Livia Klausová.
En 2005 Letizia acompañó a su marido a Brasil y Uruguay, ambos actos en febrero. También viajaron a Estocolmo (Suecia) en abril, para inaugurar un nuevo centro del Instituto Cervantes, y a Japón en junio, donde tuvieron un encuentro con la familia imperial japonesa y visitaron la Exposición Universal de Aichi de 2005. Tras el nacimiento de la infanta Leonor a finales de ese año, la agenda oficial de la princesa se redujo, aunque durante el año siguiente continuó acudiendo a algunos eventos de carácter nacional y, ocasionalmente, acompañó a su marido a Portugal y China. El segundo embarazo, esta vez de la infanta Sofía, también la obligó a reducir su agenda pero, en octubre de 2006, la Casa Real anunció que la princesa tendría su propia agenda oficial, compatible con la de su marido. Su primer acto en solitario fue la inauguración de un colegio público en Pozuelo de Alarcón (Madrid), el 9 de octubre de 2006.

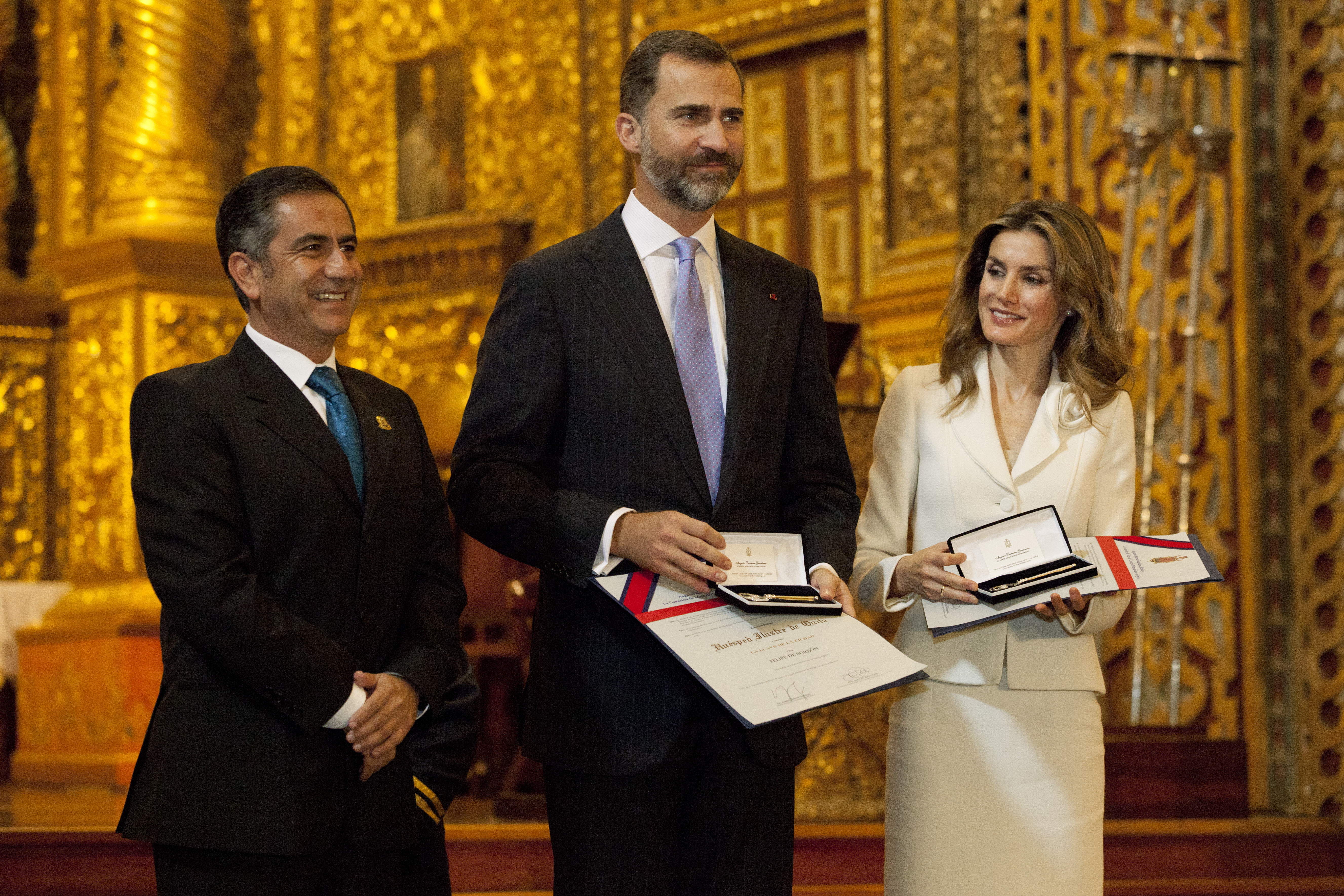
Los príncipes de Asturias, en una visita oficial a Ecuador en 2012.

Desde entonces, Letizia ha realizado audiencias y visitas de forma regular centradas en asuntos sociales tales como los derechos de los niños, enfermedades raras, cultura y educación. En este sentido, en septiembre de 2010 la princesa aceptó la presidencia de honor de la Asociación Española Contra el Cáncer (AECC) y de su fundación científica. Todo esto llevó a un notable incremento de su agenda, que tuvo como consecuencia más notable la incorporación a la Secretaría del Príncipe de Asturias de José Manuel de Zuleta y Alejandro, XIV duque de Abrantes, como secretario de la princesa.
Según el informe presentado por la Casa Real con motivo del décimo aniversario del enlace de los Príncipes de Asturias, entre el 22 de mayo de 2004 y el 22 de mayo de 2014 asistieron juntos a más de 1516 actos oficiales, mientras que la princesa Letizia asistió a otros 190 en solitario. También realizaron juntos 73 viajes al extranjero a 38 países, mientras que la princesa viajó sola al extranjero en dos ocasiones, una a Ginebra (Suiza) para visitar la sede de la Organización Mundial de la Salud (OMS) y otra a Berlín (Alemania) para la presentación del III Premio de Investigación Eva Luise Köhler sobre enfermedades raras. Junto a su marido, la Princesa celebró 248 audiencias públicas, en las que recibieron a más de 7200 personas, mientras que la Princesa celebró en solitario 107 audiencias para 2100 personas.

## Reina consorte de España

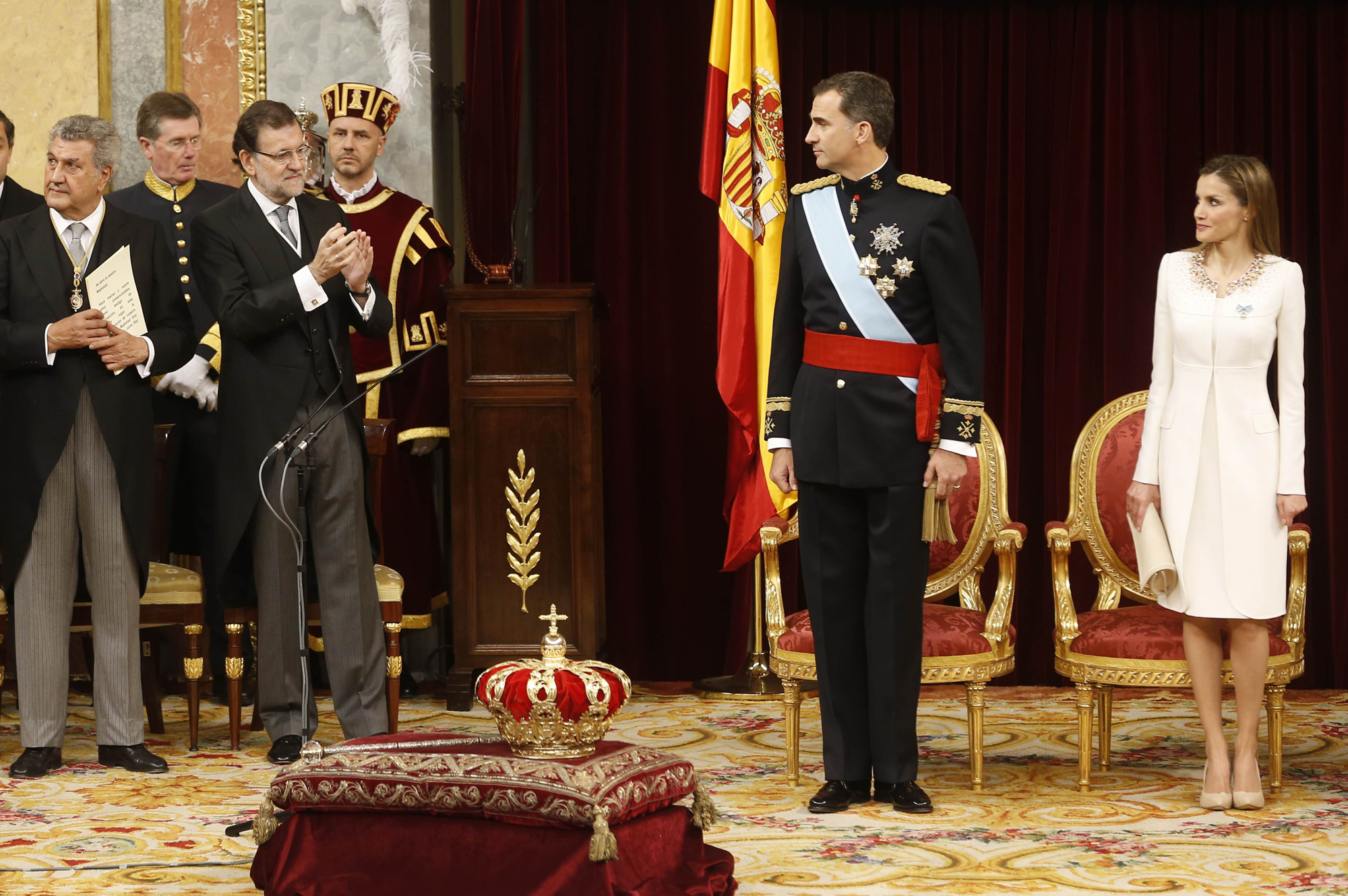
Los reyes Felipe y Letizia, durante el acto de proclamación del nuevo monarca ante las Cortes Generales.

El 2 de junio de 2014, el presidente del Gobierno, Mariano Rajoy anunció la abdicación del rey Juan Carlos I en su hijo el príncipe Felipe, por lo que Letizia Ortiz se convirtió en reina de España el 19 de junio de 2014, día en que Felipe VI fue proclamado rey.

El 18 de junio de 2014 Juan Carlos I firmó la ley de abdicación por la que cedió la Corona a su hijo, el príncipe de Asturias, en una ceremonia corta pero solemne en el Salón de Columnas del Palacio Real de Madrid, que constituyó su último acto oficial como jefe de Estado. Al acto acudieron representantes del gobierno español y toda la familia real con excepción de la infanta Cristina. La ley de abdicación entró en vigor esa medianoche cuando se publicó en el BOE; en ese momento la princesa Letizia pasó a ser la reina consorte de España. 

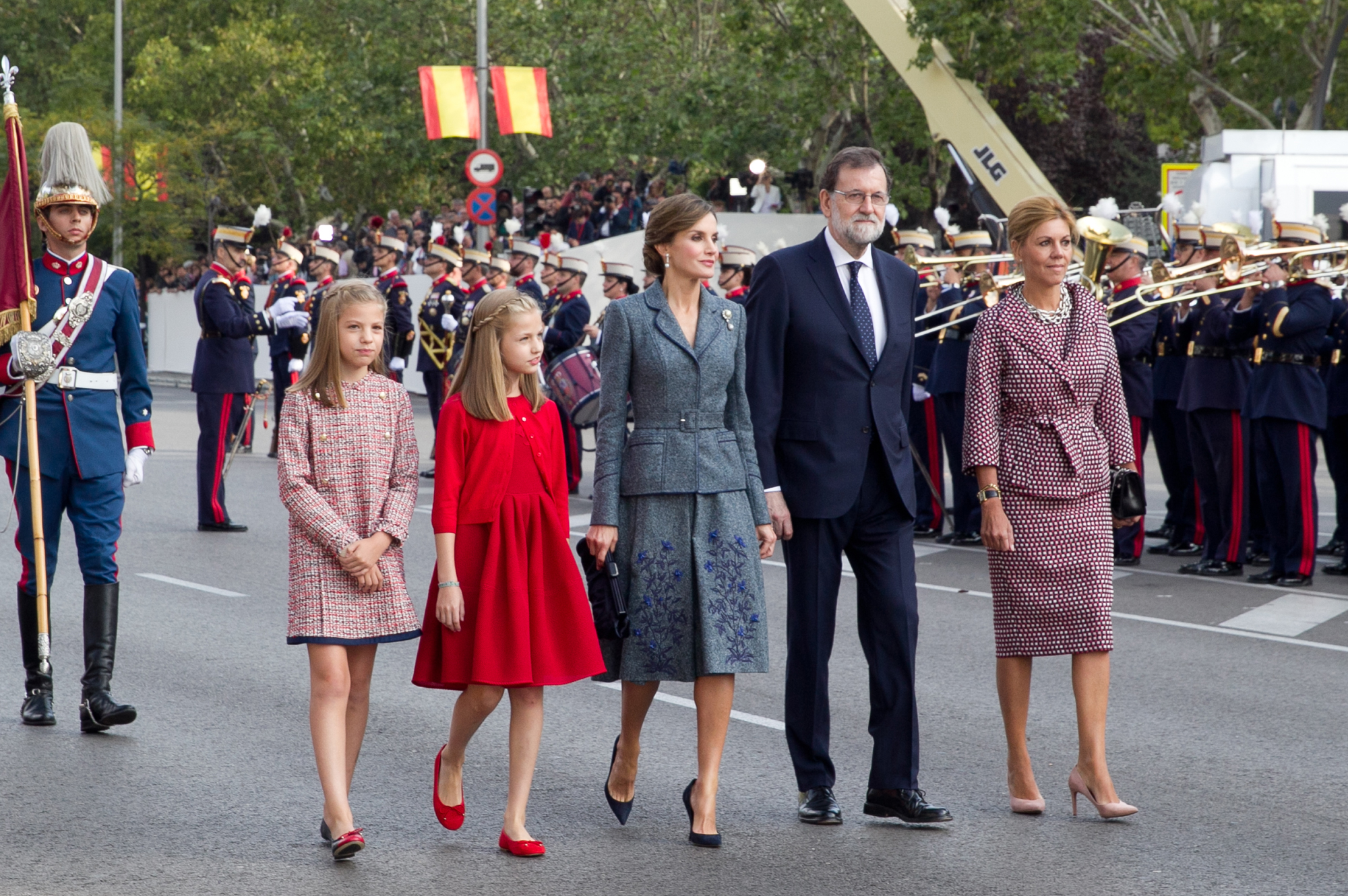
La Reina, sus hijas, el presidente del Gobierno, Mariano Rajoy y la ministra de Defensa, María Dolores de Cospedal en la Fiesta Nacional de 2017.

El 19 de junio a las 09:40 de la mañana, se celebró en la Sala de audiencias del Palacio de la Zarzuela la ceremonia militar en la que Juan Carlos I colocó a su hijo el fajín de capitán general, convirtiéndolo en jefe supremo de los tres ejércitos, un rango que, según establece la Constitución, tiene el rey como jefe de Estado. Estuvieron presentes la reina Letizia, y sus hijas, la princesa de Asturias y la infanta Sofía, además de la reina Sofía, la infanta Elena y su hijo, Felipe Juan Froilán; además del ministro de Defensa, Pedro Morenés, y la cúpula militar al completo.
A las 10:25 de la mañana se celebró en el hemiciclo del Congreso de los Diputados, la proclamación de Felipe VI como rey de España. Al acto de proclamación asistieron la práctica totalidad del gobierno español -con el presidente a la cabeza-, del Congreso de los Diputados, del Senado, del Tribunal Supremo y los presidentes autonómicos; además de la familia del rey: su madre la reina Sofía, su hermana la infanta Elena, su sobrino Felipe y sus tíos la duquesa de Badajoz, los duques de Soria, los duques de Calabria, los exreyes Constantino II y Ana María de Grecia, la exprincesa Irene de Grecia y el exrey Simeón de Bulgaria. 

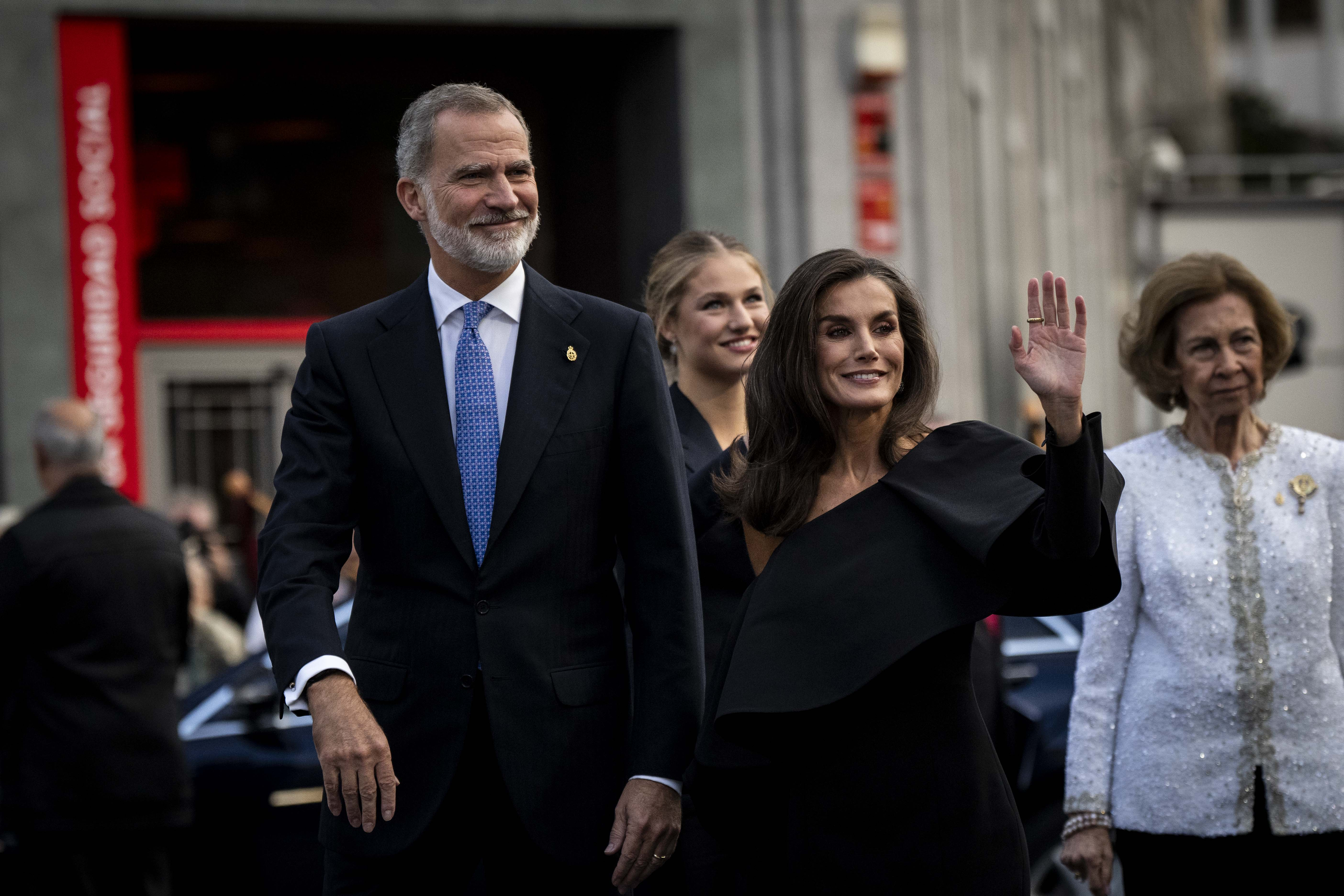
Los reyes, junto a la princesa de Asturias y la reina Sofía, a su llegada a la ceremonia de entrega de los Premios Princesa de Asturias 2024.

A las 12:40 de la mañana la nueva familia real, compuesta por los reyes Felipe VI y Letizia, la princesa de Asturias, la infanta Sofía, el rey Juan Carlos y la reina Sofía se asomaron por primera vez al balcón de oriente del Palacio Real de Madrid entre vítores y aplausos de decenas de miles de personas. Tras el saludo, los reyes se dirigieron al Salón del Trono del Palacio Real de Madrid, donde se produjo el besamanos de los más de dos mil invitados. Entre los asistentes, tal y como había anunciado la Casa Real, había «una muestra muy amplia de la sociedad española, no solo políticos»: empresarios, representantes de los sindicatos, miembros relevantes de la sociedad civil, personalidades de la cultura, el deporte, la comunicación o las fundaciones.
En abril de 2024 renovó su Secretaría privada, reemplazando a José Manuel de Zuleta y Alejandro, duque de Abrantes, quien la había acompañado desde 2007, por María Dolores Ocaña Madrid, abogada del Estado.

## Controversias
En 2013 su primo David Rocasolano publicó un libro titulado Adiós, Princesa, en el que afirmó que Letizia se había sometido a un aborto inducido en 2002 y que tanto ella como Felipe le habían encargado destruir su historial médico en la Clínica Dator de Madrid, pues de haberlo descubierto la reina Sofía, habría impedido el matrimonio entre Felipe y Letizia. En dicho libro, Rocasolano, que había sido abogado de Letizia durante años, hizo público un documento con el que pretendía demostrar el aborto de su prima. En otro libro titulado Letizia la reina impaciente (2020), Leonardo Faccio ratificó esta información y aseguró que Rocasolano grabó toda la conversación y que todavía conserva las cintas. David Rocasolano afirmó además que, de acuerdo con el derecho canónico, Letizia habría estado excomulgada en el momento de contraer matrimonio con el príncipe Felipe, por lo que el matrimonio eclesiástico podría haber sido nulo. El motivo de Rocasolano para hacer públicos estos sucesos sería una venganza por el suicidio de su prima Érika Ortiz en 2007, del que Rocasolano culpó a Letizia, hermana de Érika.
Diversos periódicos españoles e hispanoamericanos, entre ellos Publimetro, El Plural, El Mundo o Vozpópuli, se hicieron eco de esta polémica. Sin embargo, con motivo de la publicación de su libro, David Rocasolano solo fue entrevistado en 2013 en el programa El gato al agua de Intereconomía TV. De acuerdo con el director de Comunicación y Marketing de RTVM Daniel Forcada y el periodista Alberto Lardiés, la Zarzuela contactó con los gestores de las televisiones y logró que Rocasolano no fuese entrevistado en los platós de las principales cadenas televisivas y que no se hablase del asunto.
En el año 2018 se desató una polémica al hacerse público un vídeo que mostraba a la ya reina consorte Letizia impidiendo que sus hijas, las infantas Leonor y Sofía, se fotografiasen con la abuela de ambas, la reina Sofía, en el interior de la catedral de Palma de Mallorca, dejando manifiesta la enemistad entre la esposa del rey y su madre.
Una nueva polémica estalló en 2023, cuando el periodista y escritor Jaime Peñafiel sacó un libro titulado Letizia y yo, en el que reveló parte de sus conversaciones con el empresario navarro Jaime del Burgo, excuñado de la reina, quien afirmó que Letizia había tenido un romance con él antes y después de contraer matrimonio con el entonces príncipe Felipe. Jaime del Burgo, que había sido testigo en la boda real como amigo próximo de la novia, permaneció vinculado a la familia real al casarse en 2012 con Telma Ortiz, hermana de Letizia, de la que se divorció en 2016.
A través de la red social X (Twitter), Del Burgo arrojó nuevos datos sobre la supuesta relación y publicó una foto de Letizia con una pashmina, incluyendo un supuesto mensaje de amor con el que pretendía demostrar su romance, levantando una gran polémica. El empresario aseguró además que en 2011 Letizia había estado a punto de dejar a Felipe para irse a vivir con él en Nueva York, poco antes de romper abruptamente la relación, y anunció que publicaría un libro contando toda la historia. La prensa internacional se hizo eco del supuesto adulterio de la reina, que habría desencadenado una crisis en el matrimonio real, llegando a comentarse la posibilidad de divorcio en 2024.
En España varios medios salieron en defensa de la reina, considerando que las revelaciones eran una «campaña misógina». La periodista Pilar Eyre afirmó además que en realidad se estaba tratando de debilitar la figura de su marido, Felipe VI. Sin embargo, esta misma autora expresó la opinión de que el matrimonio entre Letizia y Felipe está roto y manifestó en televisión que los rumores de infidelidades de Letizia habían sido publicados en la prensa ya en 2013, cuando se dijo que enfrentaron una crisis que casi resultó en su divorcio.
El periodista Joaquín Abad sacó poco después un libro titulado Letizia, una biografía no autorizada, en el que, afirmando basarse en fuentes pertenecientes a palacio, dio nuevos detalles sobre la vida sentimental de Letizia y su conducta personal, contribuyendo aún más a la polémica desatada en torno a la figura de la reina.

## Ancestros
| \| \| \| \| \| \| \| \| \| \| \| \| \| \| \| \| \| \| \| \| 16. Rosendo Ortiz \| \| \| \| \| \| \| \| \| \| \| \| \| \| \| \| \| \| \| \| \| \| \| \| \| \| \| \| \| \| \| \| \| \| \| \| \| \| \| \| \| \| \| \| \| \| \| \| \| \| \| \| \| \| 8. José Ortiz Pool \| \| \| \| \| \| \| \| \| \| \| \| \| \| \| \| \| \| \| \| \| \| \| \| \| \| \| \| \| \| \| \| \| \| \| \| \| \| \| \| \| \| \| \| \| \| \| \| \| \| \| \| \| \| 17. Catalina Pool \| \| \| \| \| \| \| \| \| \| \| \| \| \| \| \| \| \| \| \| \| \| \| \| \| \| \| \| \| \| \| \| \| \| \| \| \| \| \| \| \| \| \| \| \| \| \| \| \| \| \| \| \| \| 4. José Luis Ortiz Velasco \| \| \| \| \| \| \| \| \| \| \| \| \| \| \| \| \| \| \| \| \| \| \| \| \| \| \| \| \| \| \| \| \| \| \| \| \| \| \| \| \| \| \| \| \| \| \| \| \| \| \| \| \| \| 9. Carmen Velasco Gutiérrez \| \| \| \| \| \| \| \| \| \| \| \| \| \| \| \| \| \| \| \| \| \| \| \| \| \| \| \| \| \| \| \| \| \| \| \| \| \| \| \| \| \| \| \| \| \| \| \| \| \| \| \| \| \| 2. Jesús José Ortiz Álvarez \| \| \| \| \| \| \| \| \| \| \| \| \| \| \| \| \| \| \| \| \| \| \| \| \| \| \| \| \| \| \| \| \| \| \| \| \| \| \| \| \| \| \| \| \| \| \| \| \| \| \| \| \| \| 20. Eustasio Álvarez Domínguez \| \| \| \| \| \| \| \| \| \| \| \| \| \| \| \| \| \| \| \| \| \| \| \| \| \| \| \| \| \| \| \| \| \| \| \| \| \| \| \| \| \| \| \| \| \| \| \| \| \| \| \| \| \| 10. Eulalio Álvarez de la Fuente \| \| \| \| \| \| \| \| \| \| \| \| \| \| \| \| \| \| \| \| \| \| \| \| \| \| \| \| \| \| \| \| \| \| \| \| \| \| \| \| \| \| \| \| \| \| \| \| \| \| \| \| \| \| 21. Plácida de la Fuente Aranda \| \| \| \| \| \| \| \| \| \| \| \| \| \| \| \| \| \| \| \| \| \| \| \| \| \| \| \| \| \| \| \| \| \| \| \| \| \| \| \| \| \| \| \| \| \| \| \| \| \| \| \| \| \| 5. María del Carmen Álvarez del Valle \| \| \| \| \| \| \| \| \| \| \| \| \| \| \| \| \| \| \| \| \| \| \| \| \| \| \| \| \| \| \| \| \| \| \| \| \| \| \| \| \| \| \| \| \| \| \| \| \| \| \| \| \| \| 22. Eustasio del Valle Martín \| \| \| \| \| \| \| \| \| \| \| \| \| \| \| \| \| \| \| \| \| \| \| \| \| \| \| \| \| \| \| \| \| \| \| \| \| \| \| \| \| \| \| \| \| \| \| \| \| \| \| \| \| \| 11. Plácida del Valle Arribas \| \| \| \| \| \| \| \| \| \| \| \| \| \| \| \| \| \| \| \| \| \| \| \| \| \| \| \| \| \| \| \| \| \| \| \| \| \| \| \| \| \| \| \| \| \| \| \| \| \| \| \| \| \| 23. Justa Arribas Aragón \| \| \| \| \| \| \| \| \| \| \| \| \| \| \| \| \| \| \| \| \| \| \| \| \| \| \| \| \| \| \| \| \| \| \| \| \| \| \| \| \| \| \| \| \| \| \| \| \| \| \| \| \| \| 1. Letizia Ortiz Rocasolano \| \| \| \| \| \| \| \| \| \| \| \| \| \| \| \| \| \| \| \| \| \| \| \| \| \| \| \| \| \| \| \| \| \| \| \| \| \| \| \| \| \| \| \| \| \| \| \| \| \| \| \| \| \| 24. Miguel Rocasolano Pérez \| \| \| \| \| \| \| \| \| \| \| \| \| \| \| \| \| \| \| \| \| \| \| \| \| \| \| \| \| \| \| \| \| \| \| \| \| \| \| \| \| \| \| \| \| \| \| \| \| \| \| \| \| \| 12. Miguel Rocasolano Cebrián \| \| \| \| \| \| \| \| \| \| \| \| \| \| \| \| \| \| \| \| \| \| \| \| \| \| \| \| \| \| \| \| \| \| \| \| \| \| \| \| \| \| \| \| \| \| \| \| \| \| \| \| \| \| 25. Francisca Cebrián Hernández \| \| \| \| \| \| \| \| \| \| \| \| \| \| \| \| \| \| \| \| \| \| \| \| \| \| \| \| \| \| \| \| \| \| \| \| \| \| \| \| \| \| \| \| \| \| \| \| \| \| \| \| \| \| 6. Francisco Julio Rocasolano Camacho \| \| \| \| \| \| \| \| \| \| \| \| \| \| \| \| \| \| \| \| \| \| \| \| \| \| \| \| \| \| \| \| \| \| \| \| \| \| \| \| \| \| \| \| \| \| \| \| \| \| \| \| \| \| 13. María Camacho Rodríguez \| \| \| \| \| \| \| \| \| \| \| \| \| \| \| \| \| \| \| \| \| \| \| \| \| \| \| \| \| \| \| \| \| \| \| \| \| \| \| \| \| \| \| \| \| \| \| \| \| \| \| \| \| \| 3. María Paloma Rocasolano Rodríguez \| \| \| \| \| \| \| \| \| \| \| \| \| \| \| \| \| \| \| \| \| \| \| \| \| \| \| \| \| \| \| \| \| \| \| \| \| \| \| \| \| \| \| \| \| \| \| \| \| \| \| \| \| \| 14. Enrique Rodríguez Rodríguez \| \| \| \| \| \| \| \| \| \| \| \| \| \| \| \| \| \| \| \| \| \| \| \| \| \| \| \| \| \| \| \| \| \| \| \| \| \| \| \| \| \| \| \| \| \| \| \| \| \| \| \| \| \| 7. Enriqueta Rodríguez Figueredo \| \| \| \| \| \| \| \| \| \| \| \| \| \| \| \| \| \| \| \| \| \| \| \| \| \| \| \| \| \| \| \| \| \| \| \| \| \| \| \| \| \| \| \| \| \| \| \| \| \| \| \| \| \| 15. Mercedes Figueredo Duarte \| \| \| \| \| \| \| \| \| \| \| \| \| \| \| \| \| \| \| \| \| \| \| \| \| \| \| \| \| \| \| \| \| \| \| \| \| \| \| \| \| \| \| \| \| \| \| \| \| \| \| \| |                                       |  |  |  |  |  |  |  |  |  |  |  |  |  |  |  |
| |                                       |  |  |  |  |  |  |  |  |  |  |  |  |  |  |  |
| | 16. Rosendo Ortiz                     |  |  |  |  |  |  |  |  |  |  |  |  |  |  |  |
| |                                       |  |  |  |  |  |  |  |  |  |  |  |  |  |  |  |
| |                                       |  |  |  |  |  |  |  |  |  |  |  |  |  |  |  |
| | 8. José Ortiz Pool                    |  |  |  |  |  |  |  |  |  |  |  |  |  |  |  |
| |                                       |  |  |  |  |  |  |  |  |  |  |  |  |  |  |  |
| |                                       |  |  |  |  |  |  |  |  |  |  |  |  |  |  |  |
| | 17. Catalina Pool                     |  |  |  |  |  |  |  |  |  |  |  |  |  |  |  |
| |                                       |  |  |  |  |  |  |  |  |  |  |  |  |  |  |  |
| |                                       |  |  |  |  |  |  |  |  |  |  |  |  |  |  |  |
| | 4. José Luis Ortiz Velasco            |  |  |  |  |  |  |  |  |  |  |  |  |  |  |  |
| |                                       |  |  |  |  |  |  |  |  |  |  |  |  |  |  |  |
| |                                       |  |  |  |  |  |  |  |  |  |  |  |  |  |  |  |
| | 9. Carmen Velasco Gutiérrez           |  |  |  |  |  |  |  |  |  |  |  |  |  |  |  |
| |                                       |  |  |  |  |  |  |  |  |  |  |  |  |  |  |  |
| |                                       |  |  |  |  |  |  |  |  |  |  |  |  |  |  |  |
| | 2. Jesús José Ortiz Álvarez           |  |  |  |  |  |  |  |  |  |  |  |  |  |  |  |
| |                                       |  |  |  |  |  |  |  |  |  |  |  |  |  |  |  |
| |                                       |  |  |  |  |  |  |  |  |  |  |  |  |  |  |  |
| | 20. Eustasio Álvarez Domínguez        |  |  |  |  |  |  |  |  |  |  |  |  |  |  |  |
| |                                       |  |  |  |  |  |  |  |  |  |  |  |  |  |  |  |
| |                                       |  |  |  |  |  |  |  |  |  |  |  |  |  |  |  |
| | 10. Eulalio Álvarez de la Fuente      |  |  |  |  |  |  |  |  |  |  |  |  |  |  |  |
| |                                       |  |  |  |  |  |  |  |  |  |  |  |  |  |  |  |
| |                                       |  |  |  |  |  |  |  |  |  |  |  |  |  |  |  |
| | 21. Plácida de la Fuente Aranda       |  |  |  |  |  |  |  |  |  |  |  |  |  |  |  |
| |                                       |  |  |  |  |  |  |  |  |  |  |  |  |  |  |  |
| |                                       |  |  |  |  |  |  |  |  |  |  |  |  |  |  |  |
| | 5. María del Carmen Álvarez del Valle |  |  |  |  |  |  |  |  |  |  |  |  |  |  |  |
| |                                       |  |  |  |  |  |  |  |  |  |  |  |  |  |  |  |
| |                                       |  |  |  |  |  |  |  |  |  |  |  |  |  |  |  |
| | 22. Eustasio del Valle Martín         |  |  |  |  |  |  |  |  |  |  |  |  |  |  |  |
| |                                       |  |  |  |  |  |  |  |  |  |  |  |  |  |  |  |
| |                                       |  |  |  |  |  |  |  |  |  |  |  |  |  |  |  |
| | 11. Plácida del Valle Arribas         |  |  |  |  |  |  |  |  |  |  |  |  |  |  |  |
| |                                       |  |  |  |  |  |  |  |  |  |  |  |  |  |  |  |
| |                                       |  |  |  |  |  |  |  |  |  |  |  |  |  |  |  |
| | 23. Justa Arribas Aragón              |  |  |  |  |  |  |  |  |  |  |  |  |  |  |  |
| |                                       |  |  |  |  |  |  |  |  |  |  |  |  |  |  |  |
| |                                       |  |  |  |  |  |  |  |  |  |  |  |  |  |  |  |
| | 1. Letizia Ortiz Rocasolano           |  |  |  |  |  |  |  |  |  |  |  |  |  |  |  |
| |                                       |  |  |  |  |  |  |  |  |  |  |  |  |  |  |  |
| |                                       |  |  |  |  |  |  |  |  |  |  |  |  |  |  |  |
| | 24. Miguel Rocasolano Pérez           |  |  |  |  |  |  |  |  |  |  |  |  |  |  |  |
| |                                       |  |  |  |  |  |  |  |  |  |  |  |  |  |  |  |
| |                                       |  |  |  |  |  |  |  |  |  |  |  |  |  |  |  |
| | 12. Miguel Rocasolano Cebrián         |  |  |  |  |  |  |  |  |  |  |  |  |  |  |  |
| |                                       |  |  |  |  |  |  |  |  |  |  |  |  |  |  |  |
| |                                       |  |  |  |  |  |  |  |  |  |  |  |  |  |  |  |
| | 25. Francisca Cebrián Hernández       |  |  |  |  |  |  |  |  |  |  |  |  |  |  |  |
| |                                       |  |  |  |  |  |  |  |  |  |  |  |  |  |  |  |
| |                                       |  |  |  |  |  |  |  |  |  |  |  |  |  |  |  |
| | 6. Francisco Julio Rocasolano Camacho |  |  |  |  |  |  |  |  |  |  |  |  |  |  |  |
| |                                       |  |  |  |  |  |  |  |  |  |  |  |  |  |  |  |
| |                                       |  |  |  |  |  |  |  |  |  |  |  |  |  |  |  |
| | 13. María Camacho Rodríguez           |  |  |  |  |  |  |  |  |  |  |  |  |  |  |  |
| |                                       |  |  |  |  |  |  |  |  |  |  |  |  |  |  |  |
| |                                       |  |  |  |  |  |  |  |  |  |  |  |  |  |  |  |
| | 3. María Paloma Rocasolano Rodríguez  |  |  |  |  |  |  |  |  |  |  |  |  |  |  |  |
| |                                       |  |  |  |  |  |  |  |  |  |  |  |  |  |  |  |
| |                                       |  |  |  |  |  |  |  |  |  |  |  |  |  |  |  |
| | 14. Enrique Rodríguez Rodríguez       |  |  |  |  |  |  |  |  |  |  |  |  |  |  |  |
| |                                       |  |  |  |  |  |  |  |  |  |  |  |  |  |  |  |
| |                                       |  |  |  |  |  |  |  |  |  |  |  |  |  |  |  |
| | 7. Enriqueta Rodríguez Figueredo      |  |  |  |  |  |  |  |  |  |  |  |  |  |  |  |
| |                                       |  |  |  |  |  |  |  |  |  |  |  |  |  |  |  |
| |                                       |  |  |  |  |  |  |  |  |  |  |  |  |  |  |  |
| | 15. Mercedes Figueredo Duarte         |  |  |  |  |  |  |  |  |  |  |  |  |  |  |  |
| |                                       |  |  |  |  |  |  |  |  |  |  |  |  |  |  |  |
| |                                       |  |  |  |  |  |  |  |  |  |  |  |  |  |  |  |

| Predecesora: Sofía de Grecia princesa consorte titular de Asturias princesa consorte de España | Princesa consorte de Asturias 2004-2014               | Sucesor: —            |
| Predecesora: Sofía de Grecia                                                                   | Reina consorte de España Desde el 19 de junio de 2014 | Sucesora: En el cargo |